# Proechimys simonsi
Proechimys simonsi (щетинець Сімонса) — вид гризунів родини щетинцевих, який зустрічається у південній Колумбії, східному Еквадорі, Перу у західному басейні Амазонки, на схід до Ріу Журуа і на південь до північної Болівії. Цей вид має найбільшу висоту для цього роду (1500 м над рівнем моря). Цей вид поширений і легко впізнається. Зустрічається у незатоплюваних тропічних лісах, у вторинних лісах, на покинутих і діючих ділянках сільськогосподарського призначення. Каріотип: 2n=32, FN=58.

## Етимологія
Вид названо на честь Перрі О. Сімонса (1869–1901), американського громадянина, який був збирачем зразків у Неотропіках. 

## Морфологія
Морфометрія. Повна довжина: 303–480, довжина хвоста: 118–231, довжина задньої ступні: 45–56, довжина вух: 21–28 мм.
Опис. Характеризується витягнутим тілом, довгим і вузьким обличчям, довгими вухами, пропорційно і абсолютно довгим хвостом, і великими задніми ногами. Хвіст двоколірний, з чіткою темною спинною смугою і білою нижньою частиною, він покрита рідкісним, тонким волоссям; луски залишаються помітними оку (9–13 кілець на см). Як і в більшості видів Proechimys, колір середньої лінії спини дещо темніший, ніж боки тіла, круп — найтемніша частина тіла, з грубими прожилками чорного волосся вкрапленнями темно-коричневих остюків. Остюкоподібні волоски довгі. тонкі з чітко вираженими батогоподібними кінчиками. Черево, підборіддя, низ передніх кінцівок, і задні кінцівки чисто білі. Верх задніх ступнів, як правило, білий, лише деякі зразки мали домішок коричневого волосся. 

## Відтворення
Самиці, як вважаються, можуть народжувати у будь-який час року. Середня кількість новонароджених — 2.

## Загрози та охорона
Немає відомих серйозних загроз для виду на сьогодні. Зустрічається у кількох охоронних районах.